# Burak Yılmaz
Burak Yılmaz (n. 15 iulie 1985, Antalya, Turcia) este un fotbalist turc retras din activitate, care a jucat pe post de mijlocaș lateral la echipe ca Beșiktaș, Galatasaray și Antalyaspor. Pe plan internațional, are prezențe la națională pentru Turcia U17⁠(d), Turcia U18⁠(d), Turcia U19⁠(d), Turcia U20⁠(d), Turcia U21⁠(d), Turcia B⁠(d) și Turcia. După încheierea carierei, a devenit antrenor, și antrenează în prezent pe Kasımpașa. El a jucat pentru toate cele patru mari cluburi din Turcia, Beșiktaș, Fenerbahce, Trabzonspor și Galatasaray.

## Cariera la club

### Antalyaspor
Burak și-a început cariera la profesioniști la Antalyaspor ca mijlocaș. El a marcat primul său gol în sezonul 2004-2005 împotriva celor de la Karșıyaka. A terminat sezonul cu 29 de meciuri, în care a marcat 8 goluri și a ajutat echipa să evite retrogradarea. În sezonul următor, Burak a contribuit la promovarea în Süper Lig după ce echipa a terminat pe locul al doilea în Divizia 1 în sezonul 2005-2006, mai ales în a doua jumătate a sezonului, după ce a marcat 9 goluri în 24 de meciuri. A marcat 17 goluri în 70 de meciuri de campionat.

### Beșiktaș
Burak a fost transferat la Beșiktaș în vara anului 2006. Și-a făcut debutul pe data de 6 august 2006 împotriva celor de la Manisaspor, și a marcat primul său gol împotriva lui Konyaspor într-o victorie cu 3-1 pentru Beșiktaș. De asemenea, el a marcat împotriva lui Trabzonspor. În primul său sezon a marcat 5 goluri în 30 de meciuri de campionat, Beșiktaș clasându-se pe locul al doilea la finalul acestuia. A jucat șapte meciuri în Cupa Turciei și a marcat 1 gol, ajutând echipa să câștige cupa. Forma sa a scăzut dramatic în sezonul 2007-08. În ianuarie 2008, el a fost transferat la Manisaspor, făcând parte dintr-un schimb de jucători, și mai târziu la Fenerbahçe la 29 iunie 2008.

### Fenerbahçe
Pe 29 iunie 2008, Burak a fost vândut la Fenerbahçe și a fost prezentat la conferința de presă purtând tricoul cu numărul 7. A dezamăgit la Fenerbahçe, jucând în sezonul 2008-09 în șase partide fără să marcheze.

### Trabzonspor
În februarie 2010, Burak a fost transferat definitiv la Trabzonspor. Odata cu venirea unui nou antrenor, și anume fostul jucător al Trabzonsporului, Senol Güneș, a debutat pe 15 februarie 2010 și a jucat ultimele 15 minute împotriva lui Bursaspor, într-un meci încheiat la egalitate, scor 1-1. Pe 26 februarie a marcat pentru Trabzonspor împotriva vechii sale echipe Antalyaspor, ajutându-și echipa să termine pe locul al doilea în sezonul 2010-2011. Burak, a ajuns în semifinala Cupei Turciei, reușind să-și învingă fosta echipă, Fenerbahçe, cu scorul de 3-1 în finală. Zece zile mai târziu, la Trabzonspor a jucat împotriva Fenerbahçe, din nou, în ultimul meci al sezonului. Burak a marcat în minutul 23, ajutându-și echipa să scoată un egal în deplasare, scor 1-1. Fenerbahce a terminat pe locul al doilea, la un punct în spatele campioanei Bursaspor. Burak a devenit golgheterul Trabzonsporului, cu 19 goluri în 30 de meciuri. În iulie 2011 a semnat un nou contract pe patru ani cu clubul. În sezonul următor Burak reușește să câștige prima Supercupă a Turciei.
În sezonul Süper Lig 2010-11 a marcat goluri importante cu Beșiktaș, scor 2-1, un gol  în victoriile cu 1-0 împotriva lui Galatasaray și Bursaspor, ajutându-și echipa să termine pe locul secund. În sezonul regulat al 2011-12 Süper Lig, Burak a marcat 33 de goluri în 34 de meciuri, doborând recordul deținut anterior de către Fatih Tekke care a marcat 31 de goluri în sezonul 2004-05.

### Galatasaray
Pe 13 iulie 2012, el a semnat un contract pe 4 ani cu posibilitate de prelungire pentru încă unul cu Galatasaray, Trabzonspor primind 5 milioane de euro în schimbul său. Yilmaz a primit 2,3 milioane euro pe sezon, cu un bonus 20.000 de euro pentru fiecare meci jucat.
Pe 2 septembrie 2012, el a marcat primul său gol pentru Galatasaray împotriva Bursaspor, scor 3-2, Galatasaray reușind a 1000-a victorie în campionat. Pe 19 septembrie, în Liga Campionilor, în meciul cu Manchester United, el a devenit primul jucător turc care a jucat un meci din Liga Campionilor, cu cele patru cele mai mari cluburi turcești. Două săptămâni mai târziu, el a marcat singurul gol pentru Galatasaray într-o remiză acasă, 1-1, cu Eskișehirspor. Pe 23 octombrie, în al 3-lea joc din faza grupelor Ligii Campionilor, a marcat un gol cu capul pentru Galatasaray, meci care s-a încheiat într-un 1-1 contra CFR Cluj. Pe 28 octombrie, el a marcat al 100-lea său gol carieră, în victoria cu 3-0 împotriva Kayserispor, menținând poziția lor ca lideri în campionat. Pe 7 noiembrie 2012, Burak reușește un hat-trick perfect într-o victorie cu 3-1 în deplasare cu CFR Cluj, devenind primul jucător turc să înscrie trei goluri într-un joc de Champions League de la Tuncay Șanlı. A mai marcat un gol cu capul într-un meci cu Manchester United. El a terminat faza grupelor din 2012-13 UEFA Champions League ca golgheter cu 6 goluri în 501 minute, înaintea lui Cristiano Ronaldo, care a marcat același număr de goluri în 540 de minute.
Pe 23 noiembrie 2013, Burak a marcat al 100-lea său gol în Süper Lig împotriva lui Sivasspor într-un meci câștigat acasă cu scorul de 2-1.

### Beijing Guoan
Pe 5 februarie 2016, Galatasaray a anunțat că Burak a ajuns la un acord cu clubul Beijing Guoan din SuperLiga Chineză, suma de transfer fiind de 8 milioane de euro. Galatasaray va plăti 2 milioane de euro pentru fostul său club Trabzonspor ,deoarece clubul mai deținea 20% din drepturile federative ale jucătorului.

### Lille
După două reveniri la Beșiktaș și Trabzonspor în urma plecării din China, Yılmaz a semnat cu Lille în august 2020, la vârsta de 35 de ani.  A debutat în Ligue 1 împotriva celor de la Rennes într-un meci încheiat cu scorul de 1–1, pe 22 august 2020.  A marcat primul său gol pentru Lille într-o victorie de 3-0 cu Strassbourg în octombrie.  În ciuda vârstei înaintate, Yılmaz a reușit să marcheze 18 goluri în toate competițiile în primul său sezon în Franța. La 25 aprilie 2021, el a înscris o dublă într-o victorie de 3-2 împotriva celor de la Lyon, victorie în urma căreia Lille și-a consolidat locul 1 în clasament.  A fost desemmat jucătorul lunii aprilie în Ligue 1 ca urmare a acestei performanțe.  O lună mai târziu, a marcat din penalty golul câștigător în victoria cu 2-1 asupra Angers, în urma căruia Lille a devenit campioana Franței după 10 ani de la ultimul titlu. 

### Meciuri la națională
Din 6 septembrie 2015.
| Turcia | Turcia  | Turcia |
| An     | Meciuri | Goluri |
| ------ | ------- | ------ |
| 2006   | 4       | 0      |
| 2007   | 0       | 0      |
| 2008   | 0       | 0      |
| 2009   | 0       | 0      |
| 2010   | 1       | 0      |
| 2011   | 9       | 3      |
| 2012   | 8       | 3      |
| 2013   | 11      | 7      |
| 2014   | 4       | 2      |
| 2015   | 5       | 4      |
| Total  | 42      | 19     |